# エレオノーラ・ベキス
エレオノーラ・ベキス（イタリア語: Eleonora Bechis、1974年3月19日 - ）はイタリアの女性政治家。代議院議員。

## 来歴
ホテル及びケータリング・サービスの専門学校卒業を卒業後、金属加工業に就く。2002年からはトリノ歴史通りのアパートの管理人として働く。
2013年のイタリア総選挙で代議院議員に選出された。2015年1月26日に五つ星運動を離党。2018年のイタリア総選挙には出馬しなかった。